# Gisela Voß
Gisela Voß   (Vehlow, 23 de juliol de 1917 - Langen, 30 d'octubre de 2005) va ser una atleta alemanya, especialista en salt de llargada, que va competir durant les dècades de 1930 i 1940.
En el seu palmarès destaca una medalla de bronze al Campionat d'Europa d'atletisme de 1938 en el salt de llargada, així com un campionat nacional.

## Millors marques
- Salt de llargada. 5,88 metres (1938)[2]